# Мейчик, Марк Наумович
Марк Нау́мович Ме́йчик (28 февраля 1880, Москва — 27 февраля 1950, Москва) — российский пианист, педагог, музыковед.

## Биография
Сын присяжного поверенного Наума Марковича Мейчика и Герзон Анны Адольфовны. Окончил Московскую консерваторию в 1903 году с золотой медалью, ученик прежде всего А. Н. Скрябина, с которым его в дальнейшем связывало творческое содружество (Мейчик, в частности, первым исполнил в 1907 году Пятую сонату Скрябина), а также В. И. Сафонова. Выступал вместе с танцовщицей Айседорой Дункан, в программе — произведения Бетховена, Листа, Баха, Вагнера, Скрябина и других композиторов. Основная концертная активность Мейчика пришлась на 1905—1910 гг. После 1917 года из-за болезни практически перестал выступать и переключился на литературную и музыкально-организационную деятельность.
Работал в музыкальном секторе Госиздата. С 1924 года по 1930 был заведующим и главным редактором издательства «Музторг Моно». Был музыкальным консультантом Радиокомитета, научным сотрудником звуковой кинофабрики. В 1933—1939 заместитель директора фабрики грамзаписи. Профессор. Один из основателей Государственного института музыкальной драмы, с 1919 по 1921 был его директором.. Автор книг. Перевёл на русский язык ряд произведений по вопросам музыкального исполнительства. Написал и адаптировал для музыкальных школ ряд произведений.
Был трижды женат, вторым браком — на актрисе Марии Кравчуновской. Третья жена —
Екатерина Ивановна Юхова — актриса, аккомпаниатор, хормейстер, чей отец
Иван Иванович Юхов — организатор знаменитого церковного и светского хора в Москве (ныне Академическая хоровая капелла России им. Юрлова). Дочь от третьего брака, Алла Мейчик — кинематографист, звукооформитель студии «Мосфильм». Внук — Тимофей Вольский — звукооформитель, член Союза кинематографистов..

## Произведения
- Никколо Паганини. М., 1934
- Скрябин. Государственное музыкальное издательство, 1935
- Шуман. М., 1935
- Сборник отрывков. 1936

## В звукозаписи
Сохранилась звукозапись 1935 г. с 3-й балладой Ф. Шопена в исполнении М. Мейчика.